# Abaned
En abaned eller abnet (hebreiska) är en livgördel, som brukades av de judiska prästerna men även av andliga i den äldsta kristna kyrkan.

## Jämför med
- Cingulum